# Sean Holland
Sean Holland (ur. 27 października 1968 w Los Angeles) – amerykański aktor filmowy i telewizyjny, znany z roli Seana Eugenea Holidaya w serialu Słodkie zmartwienia.

## Wybrana filmografia
- 1994–1999: Jak dwie krople czekolady (Sister, Sister) – klient (gościnnie)
- 1995: Clueless – Lawrence
- 1995–1999: Parent 'Hood, The – Runner
- 1996–1999: Słodkie zmartwienia (Clueless) – Sean Eugene Holiday
- 1998: CHiPs '99 – Stormy
- 1998–2002: Dzień jak dzień (Any Day Now) (gościnnie)
- 1998: Kryptonim "Freedom Strike" (Freedom Strike) – Gary